# Marcin Ryngwelski
Marcin Łukasz Ryngwelski (ur. 16 czerwca 1981 w Gdyni) – polski menedżer, inżynier i prawnik związany z okrętownictwem i przemysłem zbrojeniowym. Odznaczony Krzyżem Kawalerskim Orderu Odrodzenia Polski za wybitne zasługi dla rozwoju polskiego przemysłu obronnego. Prezes Stowarzyszenia Sędziów Pomorskiego Związku Piłki Nożnej.

## Życiorys
Syn Michała i Wiesławy. Pochodzi z Gdyni. Absolwent Akademii Marynarki Wojennej w Gdyni, gdzie uzyskał tytuł inżyniera na kierunku Mechanika i Budowa Maszyn oraz Uniwersytetu Mikołaja Kopernika w Toruniu, który ukończył z tytułem magistra prawa. Studiował również na kierunkach związanych z zarządzaniem w Wyższej Szkole Bankowej w Gdańsku (Master of Business Administration – MBA), Akademii Sztuki Wojennej w Warszawie (Zarządzanie Przedsiębiorstwem Branży Zbrojeniowej) oraz na Politechnice Gdańskiej (Zarządzanie Operacyjne).
Karierę zawodową rozpoczął w 2000 roku w Stoczni Gdynia S.A. jako monter wyposażenia ślusarskiego. Pracę tę zakończył na stanowisku specjalisty ds. realizacji projektów. W latach 2006–2012 doświadczenie zdobywał poza granicami kraju w stoczniach w Holandii i Norwegii. Od 2013 roku związany z Ośrodkiem Badawczo-Rozwojowym Centrum Techniki Morskiej S.A., gdzie pełnił funkcję Głównego Kierownika Projektu, a ostatecznie Zastępcy Dyrektora Programu pk. Kormoran II budowy niszczycieli min projektu 258 dla polskiej Marynarki Wojennej. W latach 2015–2017 objął stanowisko Dyrektora Zarządzającego Stoczni Szkuner S.A. W 2015 roku wystąpił w Programie TVP1 „Kryptonim Szef”. Od 2017 roku związany z Grupą Remontowa Holding S.A. Od stycznia 2019 roku powołany na stanowiska Prezesa Zarządu Remontowa Shipbuilding S.A. Pod koniec kwietnia 2023 roku, po 6 latach odszedł z grupy Remontowa i w maju został powołany na stanowisko Prezesa Zarządu Spółki Thesta, zajmującej się systemami łączności, nawigacji, hydrografii oraz informatycznymi dla Resortu Obrony Narodowej oraz firm i instytucji w zakresie ochrony infrastruktury krytycznej.
15 lipca 2024 roku został powołany na stanowisko Prezesa Zarządu PGZ Stoczni Wojennej Sp z o.o. w Gdyni.
Podczas jego kariery zawodowej zbudowano i oddano do służby polskiej Marynarce Wojennej nowoczesne niszczyciele min okręty budowy 258 pk. Kormoran II oraz uniwersalne jednostki pomocnicze budowy 860 pk. Holownik.
W 2023 roku podczas uroczystej gali Międzynarodowego Salonu Przemysłu Obronnego w Kielcach został odznaczony Krzyżem Kawalerskim Orderu Odrodzenia Polski, na mocy postanowienia z dnia 28 sierpnia 2023 roku, w imieniu Prezydenta RP odznaczenie wręczył Zastępca Szefa BBN gen. broni Dariusz Łukowski.
Żonaty, ojciec trójki dzieci.

## Odznaczenia i wyróżnienia
- Krzyż Kawalerski Orderu Odrodzenia Polski (2023)[6][1]